# 기대승
기대승(奇大升, 1527년 12월 21일(음력 11월 18일)~1572년 12월 15일(음력 11월 1일))은 조선 중기의 문신이자 성리학자이다. 기묘명현인 기준(奇遵)의 조카이며 선산부사 조찬한의 처조부이다.
본관은 행주이며, 자는 명언(明彦), 호는 고봉(高峰)·존재(存齋), 시호는 문헌(文憲)이다. 퇴계 이황과의 사단칠정(四端七情) 및 이기(理氣) 논쟁을 통해 조선 성리학 수준의 제고에 기여했다. 광주광역시 월봉서원(月峰書院)에 제향되었다.

## 생애

### 출생과 가계
1527년(중종 22) 11월 18일 한성부 청파 만리현(현. 서울특별시 마포구 공덕동)에서 아버지 경기전 참봉 기진(奇進)과 어머니 진주 강씨 사이에서 차남으로 태어났다.
고려 문하평장사 기순우의 후예로, 고조부는 정무공 판중추부원사 기건이고, 증조부는 풍저창부사 기축이며, 조부는 홍문관 부응교 기찬이다. 기묘명현의 한 사람인 기준은 그의 계부(季父)이며, 원나라 혜종의 기황후는 그의 11대조 기필선의 둘째형 기윤숙의 4대손이다.
부친 기진(奇進)은 사마시에 합격하여 1527년(중종 22) 재상의 천거로 경기전 참봉에 제수 되었으나 출사하지 않았다. 1528년 선비 숙인 안동 김씨의 상을 당하여 3년 상을 마치자 벼슬할 뜻을 버리고, 1530년 처(妻) 고향인 영광 인근 광주 고룡리 금정 마을 로 아들 3형제를 데리고 이주하였다.
이때 이복 둘째형 기원(奇遠)도 함께 광주로 낙담하였다가, 인근 장성으로 이거하였다. 이후 행주 기씨가 호남에 세거하게 되었다.

### 유년기·청년기
1530년(중종 25) 4세에 아버지 기진이 아들 3형제를 데리고 어머니 고향인 영광 인근 광주 고룡리 금정 마을로 이주하였다.
1534년(중종 29) 8세에 어머니 진주 강씨(晉州姜氏)가 돌아가시니 애통함이 성인과 같았다.  9세에 『효경』을 읽고, 『소학』(小學)을 외웠다. 1536년(중종 31) 10세에 부친 물재공을 따라 산사(山寺)에 들어가 글을 읽고 문자를 익혔다.
1537년(중종 32) 11세에 향숙에 나아가 김공집(金公緝)의 밑에서 《대학장구》를 배우고 연구(聯句)를 지었다. 수학 및 육갑과 오행성쇠의 이치에도 정통하였다. 1540년(중종 35) 14세에 부친에게 『사략』을 배우니 문리가 훤하게 트였다.
1541년(중종 36) 15세에 130구에 이르는 《서경부(西京賦)》를 지어 사람들을 놀라게 하였는데 용산 정희렴(鄭希濂)이 글을 보고 칭찬하였다.
1543년(중종 38) 17세에 《전한서(前漢書)》 · 《후한서(後漢書)》 · 《여지승람(輿地勝覽)》등을 읽으며 과거 시험에 매진하였으나 가을에 치러진 시험에 낙방하였다.
1544년(중종 39) 18세에 《심경(心經)》을 읽고, 면앙정 송순을 찾아가 뵙고 《맹자》와 한유의 글을 읽으며 과거 준비를 하였다.
1544년(중종 39) 18세 11월에 중종이 승하하자 졸곡 때까지 곡을 하고 소식하였다. 이듬해 1545년 7월에 인종이 승하하자 중종 때와 같이 곡을 하고 소식하였다. 
1546년(명종 원년) 20세에 가을 향시 진사과에 2등으로 합격하였다. 이듬해 1547년(명종 2) 21세에 성균관에 유학하였다. 1548년(명종 3) 22세에 12월 나주에 사는 충순위 이임(李任)의 딸 함풍이씨와 혼인하였다. 
1549년(명종 4) 23세에 식년시 사마 양시에 합격하였다. 1551년 25세에 알성시에 응시하였으나 낙제하였다.
1554년(명종 9) 28세 봄에 용산(龍山) 정희렴(鄭希濂)의 상에 조문하였다. 가을에 실시된 동당향시(東堂鄕試)에서 장원을 하였다.
1555년(명종 10) 29세 정월에 부친 물재공 기진(奇進)의 상을 당하여 여묘살이를 하였다. 3월에 금정동 집 뒤 2리쯤 갑좌 경향에 장례하고 묘기를 지었다. 1557년 3월에 복(服)을 벗고, 그 달에 서석산(瑞石山)과 월출산(月出山)을 유람하였다.
1557년(명종 12) 31세에 『주자대전(朱子大全)』에서 중요한 구절 만을 발췌하여 『주자문록(朱子文錄)』 3권을 편찬하였다.

### 관료 생활
1558년(명종 13) 10월 32세에 식년 문과 을과에 급제하여 권지승문원부정자를 제수 받았다.
1562년(명종 17) 5월 예문관 검열 겸 춘추관 기사관을 임명되었다가 12월 예문관 대교로 자리를 옮겼다. 1563년(명종 18) 3월 승정원 주서에 5월 예문관 봉교 부사정에 임명되었다. 8월 17일 신진사류의 영수로 지목되어 훈구파 및 외척이었던 명종비 인순왕후의 외삼촌 이량의 주도 하에 삭직되고 문외 출송을 당하였다. 종형 기대항의 상소로 복직되었다. 9월 예문관 봉교에 제수되고 이전의 관직을 임명 받았다. 12월 12일 독서당에 선발되어 사가독서를 하였다. 12월 21일 홍문관 부수찬 겸 경영검토관 춘추관 기사관에 제수되었다.
1564년 3월 병으로 수찬에서 체직되고 전적 겸 지제교로를 임명 받았다. 6월 홍문관 부수찬 겸 경연검토관에 임명되었다. 12월 성균관 전적을 임명되었으나 병으로 사직하고 나아가지 않았다.
1565년(명종 20) 병조좌랑, 성균관 직강, 이조정랑에 임명되었다. 이후 교서관 교리를 겸하였다. 낙향하여 12월에 소재(穌齋) 노수신(盧守愼)이 광주 북방에 있는 진국원(鎭國院)으로 옮겼는데 찾아가서 뵙고 인심도심설에 대하여 논하였다.
1566년 4월 사헌부 지평에 이어 홍문관 교리에 임명 되었다가, 사간원 헌납, 의정부 검상·사인으로 승진하였다. 이듬해 1월 원접사 종사관으로 충용되었다. 이후 사헌부 장령, 의정부 사인, 사헌부 장령에 임명고, 5월 홍문관 응교에 임명 되었다.
1567년(선조 즉위년) 7월에 원접사 종사관이 되어 관서에 가서 명나라 사신을 허국(許國)과 위시량(魏時亮)을 영접하여 도성에 들어왔다. 10월 5일 사헌부 집의에 임명되었다. 10월 23일 입시하여 기묘년 이후의 시비를 가릴 것을 청하고 기묘사화와 양재역 벽서사건으로 죽임을 당한 조광조·이언적 등에 대한 추존을 건의하다.  10월 23일 홍문관 전한 겸 예문관 응교에 제수 되었다. 11월 석강에서 예기를 강하고 사친에게 치제하는 것이 잘못임을 아뢰다. 1568년(선조 1) 2월 승정원 동부승지 겸 경연참찬관에 임명되었다가, 4월 병으로 동부승지에서 체직하였다. 
1569년(선조 2) 3월 대사간에 제수 되었다. 4월 좌승지에 제수 되었다가 7월 병으로 체직 하였다. 8월 대사성에 임명되었으나, 을사위훈을 논할 때 "을사의 녹훈이 위훈이 아닐 뿐더러 또 선왕이 이미 정한 것이니 삭탈할 수 없다"고 하여 삭탈을 주장한 사람들의 반발을 사 9월에 물러났다.
1570년(선조 3) 2월 대신들에게 허물을 입었다 하여 사직하고 낙향하였다. 4월 성균관 대사성에 제수 되었으나 부임하지 않았다. 5월 고마산(顧馬山) 남쪽 아래에 낙암(樂庵) 서실을 완성하였다. 10월에 낙향한 면앙(俛仰) 송순(宋純)을 찾아 뵙고 ｢면앙정기｣(俛仰亭記)를 지었다. 12월에 퇴계 이황의 부음을 듣고 신위를 설치하고 통곡하였다.
1571년(선조 4) 4월에 홍문관 부제학에 제수 되었으나 부임하지 않았다. 또 9월 이조 참의에 제수 되었으나 부임하지 않았다.
1572년(선조 5) 2월에 종계변무주청부사에 임명되어 조정에 나가는 도중 3월에 성균관 대사성에 제수 되고 종계변무 주문을 썼다. 7월에 공조 참의에 제수 되고 중국에 들어갔다 돌아오는 도중인 9월에 대사간에 제배되었다. 서울에 와서 병으로 체직 하고 10월에 낙향하였다.

### 유학사 이론에 대한 업적
1558년(명종 13) 7월 서울에 과거 시험을 보러 가던 도중 장성의 하서 김인후와 태인의 일재 이항을 배알하고 태극도설을 논하였다. 
8월에 서울에서 추만 정지운의 《천명도》를 얻어 보았다. 10월에 서울에 와있던 퇴계 이황을 찾아뵙고 의견을 나누었다.
11월에 휴가를 얻어 귀향하면서 다시 일재 이항을 배알하고 전에 논의했던 것을 재차 논하다가 미처 결과에 이르지 못하였다. 이후 하서 김인후를 배알하고 분별하기 어려움을 들어 질문하니, 하서 김인후가 『이와 기는 혼합되어 있으므로 태극이 음양을 떠나서 존재한다고 할 수는 없지만, 도와 기의 구분은 분명하므로 태극과 음양은 일물이라고 할 수는 없다.』고 하며 하루 내 강론하다 파하였다.
1559년(명종 14) 1월에 퇴계 이황의 발송 서를 받아보고, 3월에 퇴계에게 저설 및 답서를 올려 사칠이기설을 논변했다. 8월에 퇴계에게 편지를 올려 출처와 거취의 의리에 대하여 논하고, 『성정설』을 주장하였다. 10월에 퇴계의 답서 및 변설을 받아 보고, 겨울에 인근에 살던 하서 김인후에게 나아가 매양 이기를 강론하는데 이황의 『사단칠정 이기호발설』에 대해서 깊이 의심하여 질문하니 하서 김인후가 세밀하게 분석하여 변론을 투철하고 정밀하게 해주었다.
1560년(명종 15) 1월에 세상을 버린 하서 김인후의 영전에 글을 지어 전을 올렸다. 5월에 서신으로 추만 정지운과 천명도에 대해 논하였다. 8월에 그동안 하서 김인후로부터 얻은 소득을 바탕으로 「사칠설」 및 「장서」를 저술하여 퇴계 이황에게 드렸으며 퇴계와 「사칠호발」에 대해 강론할 때 이를 밝히니 수만 언에 이르렀다.
1559년(명종 13)부터 1566년까지 퇴계 이황과 8년간에 걸쳐 이루어진 사칠이기논쟁의 서신이 유명하다. 이것이 세상에 전하는 '퇴계ㆍ고봉'의 「사칠 왕복서」이다. 이 논쟁은 조선 유학사에 지대한 영향을 끼친 논쟁으로 평가받고 있다. 이때 그는 이황의 '이기이원론'에 반대하고 '사단칠정이 모두 다 정(情)이다'고 하여 '주정설'을 주장했다. 
1566년(명종 21) 그동안 하서 김인후로 부터 얻은 전설(前說)을 다 버리고, 결론에서 형식적으로 퇴계 이황의 설에 자신의 설을 합치시키며 이황을 스승으로 받들었다. 후대에 이러한 그의 행동은 논리의 일관성을 잃어 버리게 되었다는 평가를 받았다.

### 낙향
1570년(선조 3) 2월에 낙향하였다. 4월에 다시 대사성에 제수 되었으나, 병으로 부임할 수가 없어 사직을 청하였으나 윤허하지 않았다. 이후 고마산 남쪽 아래에 서실 낙암을 짓고 살면서 학문에 전념했는데, 제자가 되어 따르는 이들이 많았다. 10월 7일 관직을 사임하고 낙향한 담양의 송순을 찾아뵙고 ｢면앙정기｣(俛仰亭記)를 지었다. 12월 8일 퇴계 이황이 별세하였다는 부음을 듣고 신위를 설치하고 통곡하였다.
1571년(선조 4) 1월에 안동 도산에 사람을 보내어 퇴계 이황의 영전에 조문하였다. 4월에 홍문관부제학 겸 경연수찬관과 예문관직제학에 임명되었으나 부임하지 않고, 9월에 이조 참의에 제수 되었으나 또 사양하고 부임하지 않았다.
1572년(선조 5) 2월에 종계변무주청부사에 임명되어 조정에 나가는 도중, 3월에 성균관 대사성에 제수 되고 종계변무 주문을 썼다. 7월에 공조 참의에 제수 되고 중국에 들어갔다 돌아오는 도중인 9월에 대사간에 제배 되었다. 서울에 와서 병으로 체직하고 10월에 낙향하였다.

### 최후
1572년(선조 5) 10월 3일에 낙향하던 중 10일 천안에 도착하였는데 볼기에 종기가 발병하였다. 15일에 정읍 태인에 도착하니 병이 극심하여 관사에 머물며 치료하였다. 25일 병이 위독해 지자 사돈 매당 김점(金坫)이 황급히 찾아와 물으니, 관사에서 죽을 수 없다 하며 사돈집으로 가기를 재촉하니 28일 저녁 무렵에 도착하였다. 선조가 병세가 위중함을 듣고 특별히 어의와 약을 내려보내 병을 구완케 하고  어찰을 보내어 위문하도록 하였다.
1572년(선조 5) 11월 1일 정읍 태인에서 46세의 나이로 별세하였다. 이듬해 2월 8일 나주 북쪽 오산리 통현산 너부실 언저리에(현재 광주광역시 광산구 광산동 산135 묘좌 유향) 안장하였다.

### 제자
제자로는 정운룡 · 정즐 · 유은 · 최시망 · 이덕홍 · 김경생 · 이운홍 · 윤진 · 박규 · 곽호 · 이함형 · 이유원 · 박대봉 · 정휴 등이 있다. 최경회 · 고경명 · 정철 등과 종유(從遊)하였다. 

## 가족 관계
- 증조부: 기축(奇軸)
- 증조모: 해주 정씨
  - 조부: 기찬(奇襸)
  - 조모: 파평 윤씨 - 첨추 윤준원의 딸
    - 백부: 기형(奇逈)
    - 백부: 기원(奇遠) - 금강 기효간의 조부
    - 백부: 기괄(奇适)

  - 조모: 안동 김씨 - 사의 김수형의 딸
    - 숙부: 기준(奇遵) - 기대항의 아버지
    - 아버지: 기진(奇進)
    - 전어머니: 남양 방씨
    - 어머니: 진주 강씨 - 강영수의 딸
      - 부인: 함풍 이씨
        - 장남: 기효증(奇孝曾, 1550~1616)
          - 손자: 기정헌(奇廷獻, ?~?)
          - 손녀: 조찬한(趙纘韓)에게 출가
          - 손녀: 한이겸(韓履謙)에게 출가

        - 차남: 기효민(奇孝閔 ,1561~1597) - 정유재란 때 졸
          - 손자: 기영헌(奇齡獻, 1581~1655)
          - 손자: 기동헌(奇東獻, 1584~1647)

        - 삼남: 기효맹(奇孝孟, 1572~1597) - 무후
        - 장녀: 울산 김씨 사인 김남중[24]에게 출가

## 저서
- 《고봉집》
- 《주자 문록》
- 《논사록》
- 《왕복서》
- 《이기왕복서》등

## 학문 세계
- 어릴 때 김공집(金公緝) · 용산(龍山) 정희렴(鄭希濂)에게 수학하고, 성장하여서는 하서 김인후 · 일재 이항 · 퇴계 이황 문하에 출입하여 선학(先學)들을 놀라게 하는 새로운 학설을 많이 제시하였다.
- 특히 퇴계 이황과 8년 간에 걸쳐 사칠이기논쟁(四七理氣論爭)은 조선 유학사에 깊은 영향을 끼친 논쟁으로 유명하다. 이후 퇴계 이황도 그의 이론을 상당 부분 받아들여 따르게 되었다.
- 고전에 능통하고, 문학으로 이름을 떨쳤다. 문장에도 재주가 뛰어나 종계변무(宗系辨誣)의 주문(奏文)을 썼다.
- 사암(思菴) 박순(朴淳) ·  회재(懷齋) 박광옥(朴光玉) ·  월계(月溪) 조희문(趙希文) ·  금강(錦江) 기효간(奇孝諫) ·  옥봉(玉峯) 백광훈(白光勳) 등과 교유하였다.

## 포증
- 1590년(선조 23) 광국공신 3등에 녹훈되고, 정헌대부 이조판서 겸 홍문관대제학 예문관대제학 지 경연의금부 성균관 춘추관사에 추증되고, 덕원군(德原君)에 봉해짐
- 1646년(인조 24) 문헌(文憲)의 시호가 추증됨
- 1884년(고종 21) 문묘 종향을 상소하였으나 불허됨

## 서원 향사

### 서원 건립 및 제향
- 1578년(선조 11) 장남 함재 기효증(奇孝曾) 선친 위업을 기리기 위해 고마봉(叩馬峯) 아래 낙암(樂菴. 현 광산군 신룡동)가에 사우(祠宇) 망천사(望川祠)를 창건하고 제향함[25]
- 1592년(선조 25) 임진왜란 때 피해 입음
- 1646년(인조 24) 사우 망천사를 망월봉(望月奉) 아래 동천(桐川. 현 광산구 광산동 광곡 마을)으로 이건
- 1654년(효종 5) 8월 유림들의 소청(疏請)으로 월봉(月峯)이라 사액이 내려짐
- 1655년(효종 6) 4월 예조낭관 원격(元格) 제문을 받들고 와서 치제함
- 1669년(현종 10) 월봉서원을 중창함. 사우(祠宇)·동재(明誠齋)·서재(存省齋)·강당(忠信堂)을 건립. 사액 서원으로서의 규모를 갖춤
- 1671년(현종 12) 문간공 눌제 박상, 문충공 사암 박순 이향(移享)
- 1683년(숙종 9) 문원공 사계 김장생 추가 배향
- 1693년(숙종 19) 나주 경현서원 추가 배향
- 1769년(영조 45) 문경공 신독제 김집 추가 배향
- 1788년(정조 12) 4월 예조좌랑 박흥복(朴興福) 명을 받들어 치제함

### 서원 훼철 및 복원
- 1868년(고종 5) 흥선 대원군의 서원 철폐때 훼철
- 1938년 강당 빙월당(氷月堂) 5칸 신축[26]
- 1972년 고직사(庫直舍) 4칸 건립
- 1979년 8월 빙월당(氷月堂) 광주광역시 기념물 제9호 등록
- 1982년 사당 숭덕사(崇德祠)와 내삼문(內三門) 건립
- 1983년 장판각(藏板閣)을 건립
- 1990년 명성재(明誠齋) 4칸과 존성재(存省齋) 4칸 및 외삼문(外三門) 건립
- 1991년 서원 복원, 위패 봉안, 의전(儀典) 순성(順成)
- 1992년 《고봉문집》 목판 474매 광주광역시 유형문화재 제19호 지정
- 1998년 묘정비 건립
- 2004년 신도비 건립
- 춘 · 추향제 : 매년 음력 3월과 9월 상정일(上丁日) 시행

## 관련 문화재
- 빙월당 (광주광역시 기념물 제9호)
- 월봉서원

## 같이 보기
| - 김인후 - 이항 - 이황 - 정지운 - 노수신 - 송순 | - 최경회 - 고경명 - 정철 - 월봉서원 - 사칠논쟁 - 기세훈 |

## 참고 자료
- 이 문서에는 다음커뮤니케이션(현 카카오)에서 GFDL 또는 CC-SA 라이선스로 배포한 글로벌 세계대백과사전의 내용을 기초로 작성된 글이 포함되어 있습니다.